# Guía láser

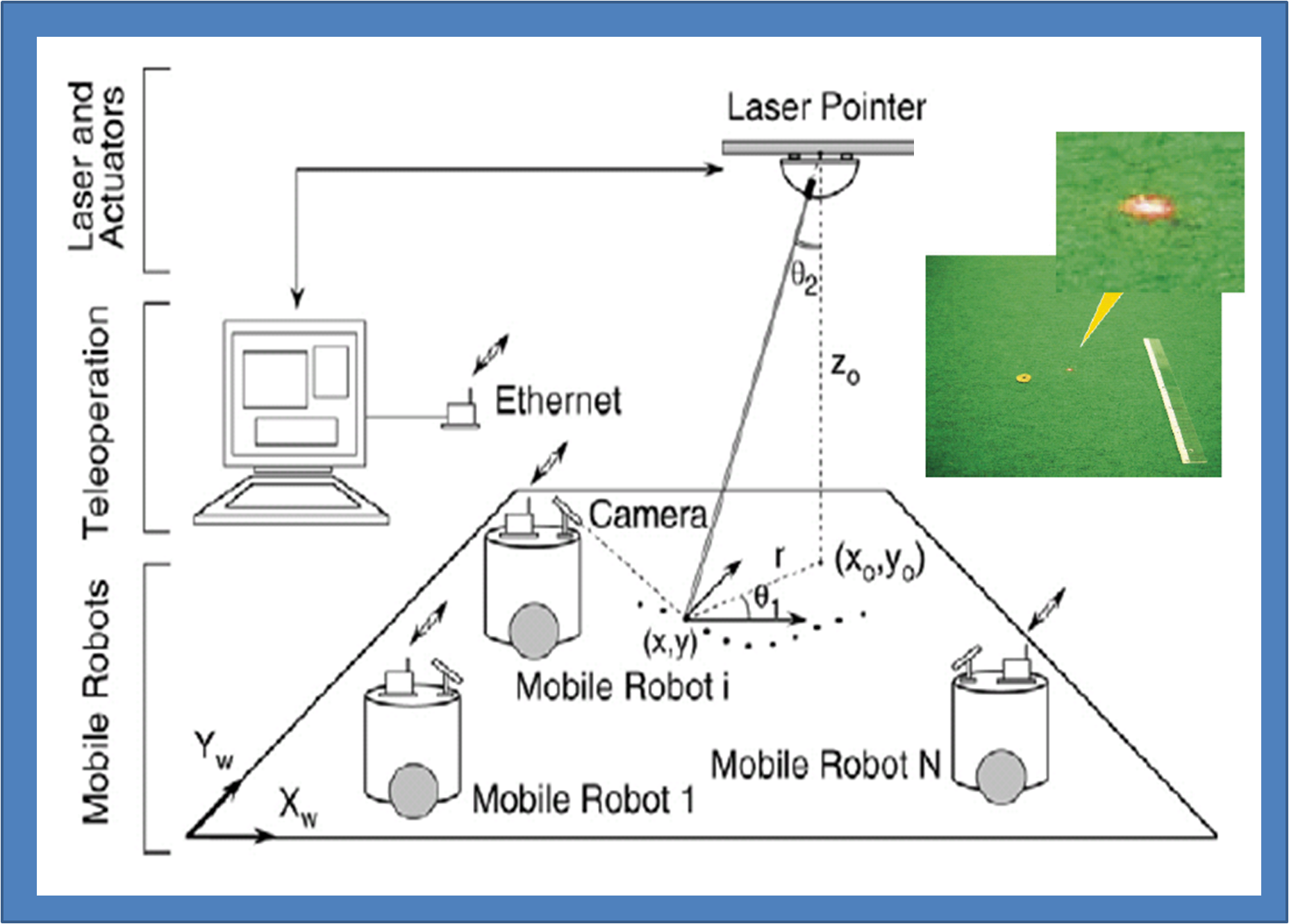
Guiado de robots móviles mediante rayo láser (croquis)

La guía láser dirige un sistema robótico a una posición objetivo mediante un rayo láser. La guía láser de un robot se logra proyectando una luz láser, procesando imágenes y comunicando para mejorar la precisión de la guía. La idea clave es mostrar las posiciones de los objetivos al robot mediante una proyección de luz láser en lugar de comunicarlas numéricamente. Esta interfaz intuitiva simplifica la dirección del robot mientras que la retroalimentación visual mejora la precisión del posicionamiento y permite la localización implícita. El sistema de guía puede servir también como mediador para múltiples robots cooperativos. Hay vídeos en los que se muestran ejemplos de experimentos de prueba de concepto de dirección de un robot mediante un puntero láser. La guía láser abarca áreas de robótica, visión por computadora, interfaz de usuario, videojuegos, comunicación y tecnologías domésticas inteligentes.